# NASCAR Cup Series 2022
Navigation
2021 2023
Le NASCAR Cup Series 2022 est la 74e édition du championnat organisée par la NASCAR aux États-Unis et la 51e édition saison de l'ère moderne.
La saison débute pour au Los Angeles Memorial Coliseum avec le Busch Light Clash at The Coliseum. Cette course est suivie par les Bluegreen Vacations Duel, courses qualificatives pour le 64e Daytona 500 qui se déroule le 20 février au Daytona International Speedway. La course suivante est la première distribuant des points pour le championnat.
La phase finale se termine le 6 novembre sur le Phoenix Raceway en Arizona par la victoire de Joey Logano lequel décroche son deuxième titre de champion en Cup Series.
Cette saison marque le début de la 7e génération de voitures Next Gen (en). De plus, certaines courses sont pour la première fois couvertes par USA Network qui remplace la NBCSN. Elle est également la dernière saison de sponsoring par la société Mars Incorporated, celle-ci ayant annoncé le 20 décembre 2021 son retrait pour la fin de saison 2022. Elle avait été sponsor de la voiture no 18 de la Joe Gibbs Racing conduite par Kyle Busch depuis la saison 2008, principalement via sa marque M&M's. Avant cela elle avait sponsorisé la voiture no 36 de la MB2 Motorsports (en) de 1997 à 2002 et de la no 38 de la Robert Yates Racing de 2003 à 2007. Côté pilote, Aric Almirola arrête la compétition en Cup Series en fin de saison 2022.

## Les quatre premiers en 2022

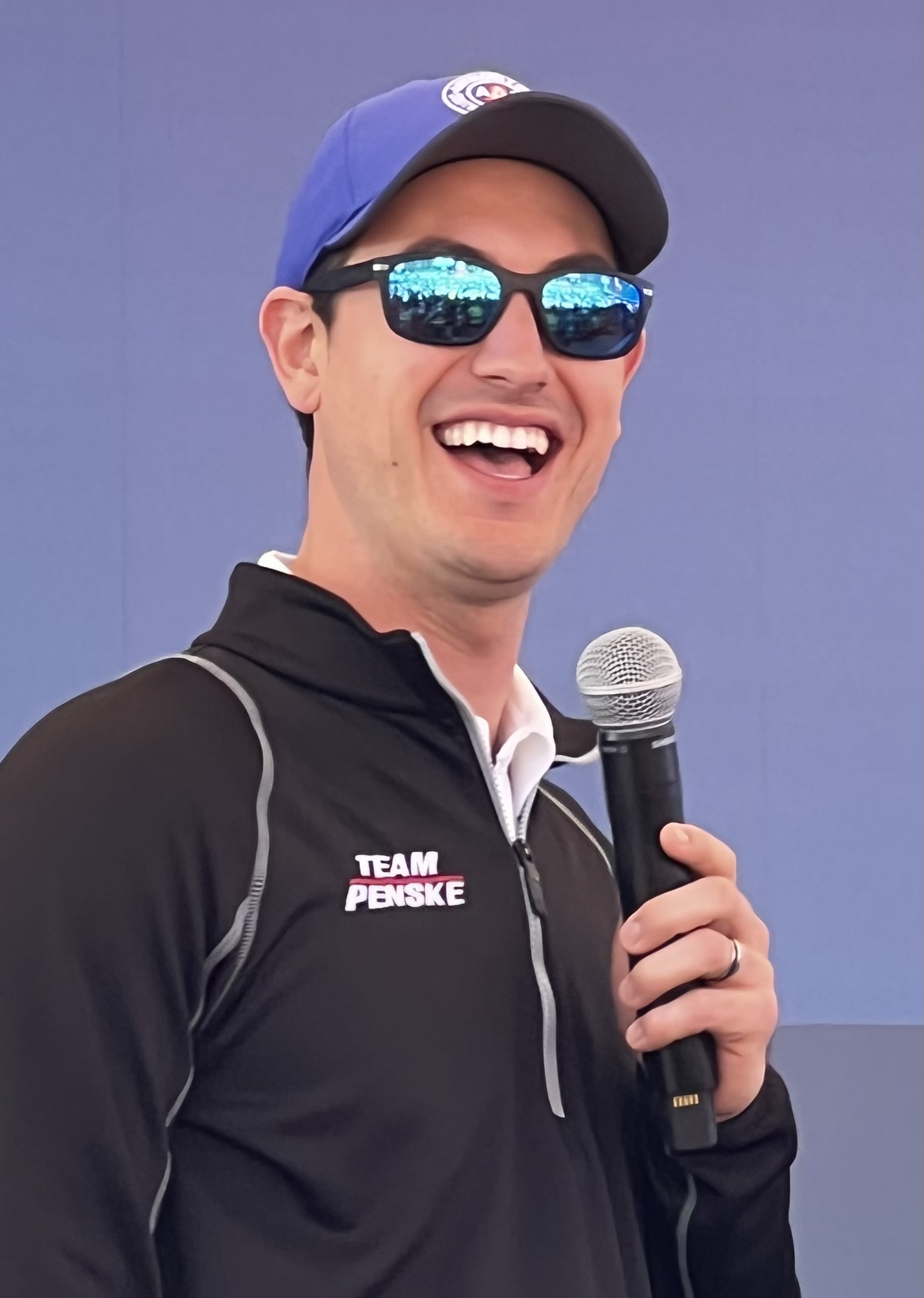
Joey Logano Champion
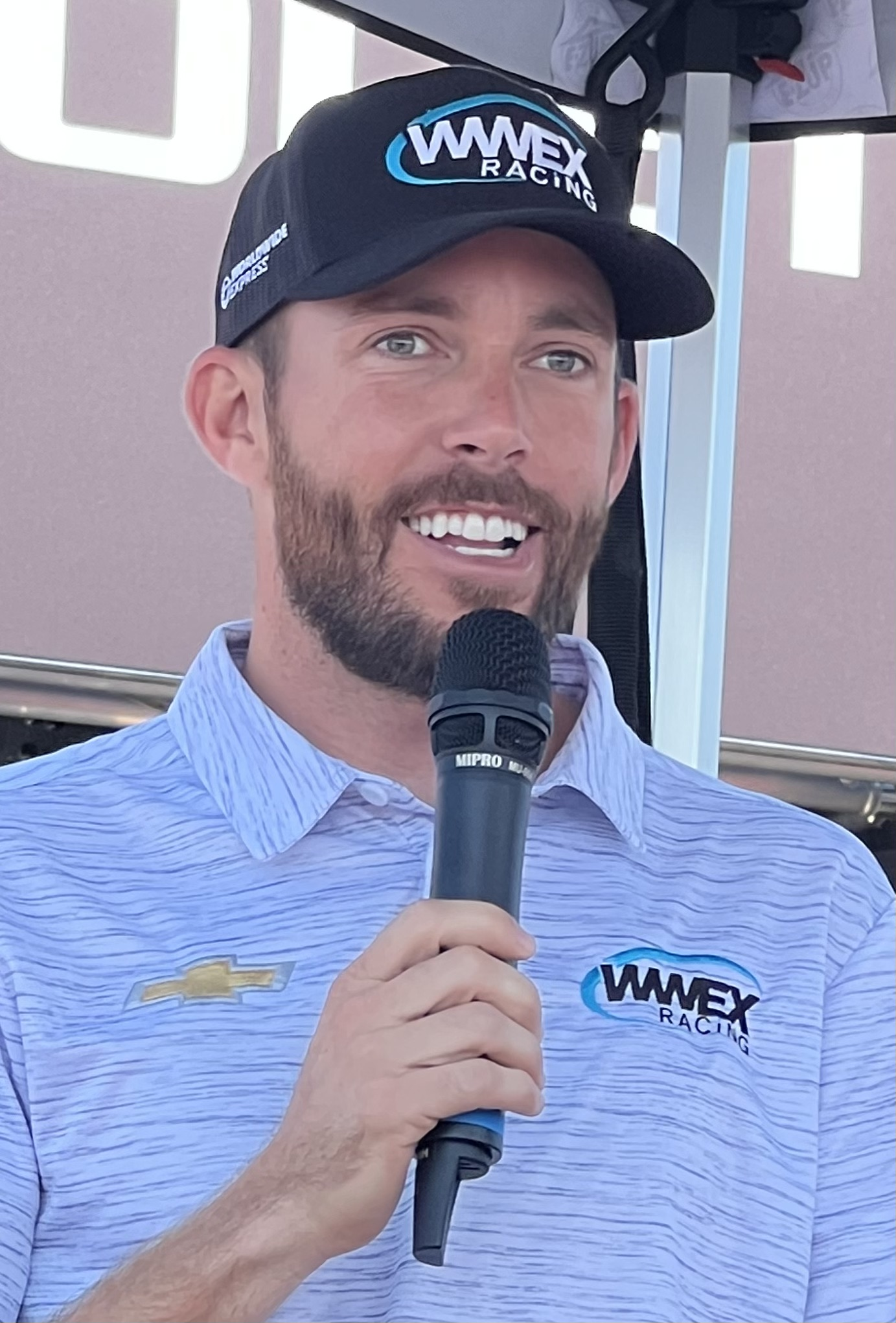
Ross Chastain 2e à 6 points
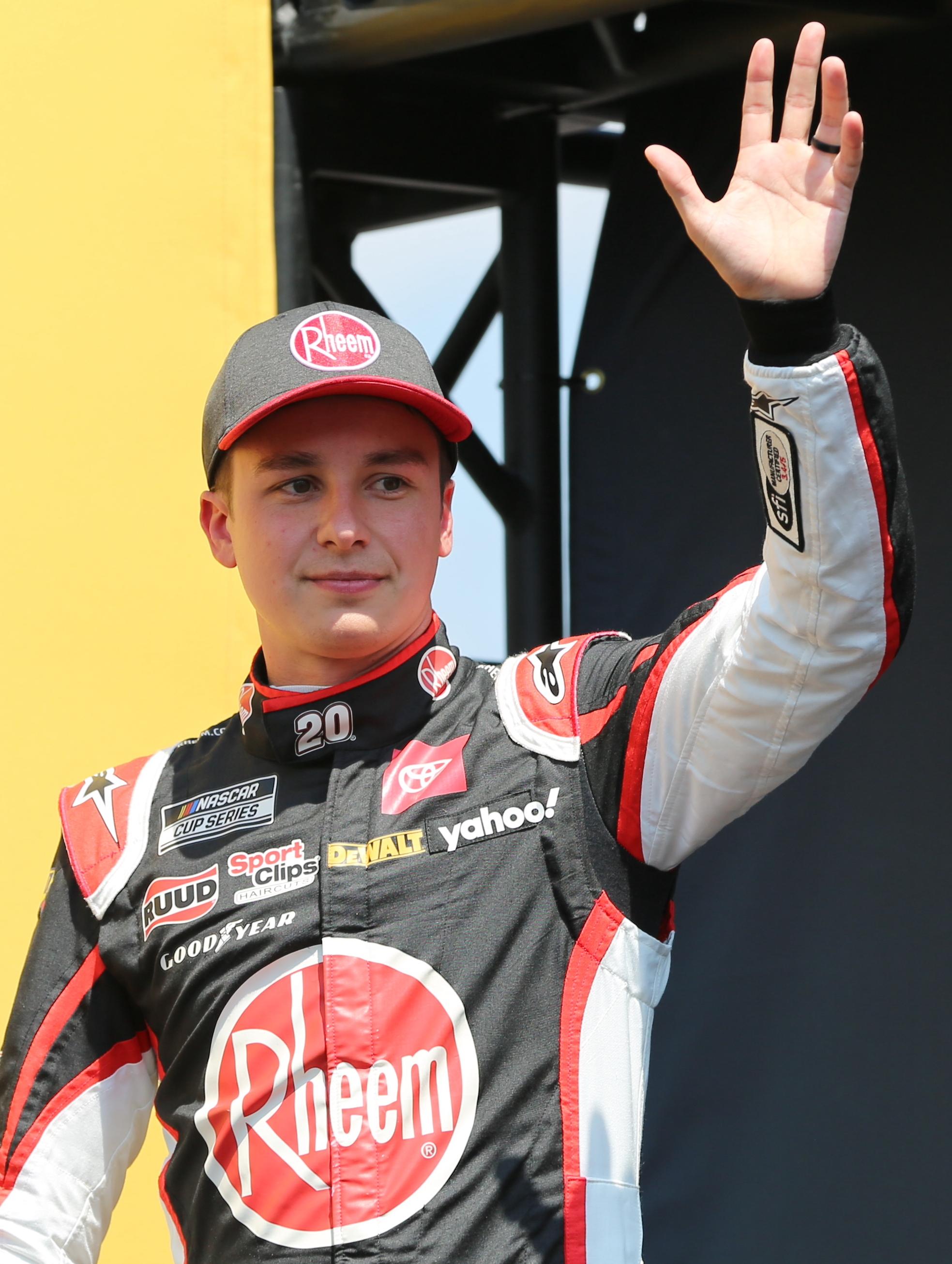
Christopher Bell 3e à 13 points
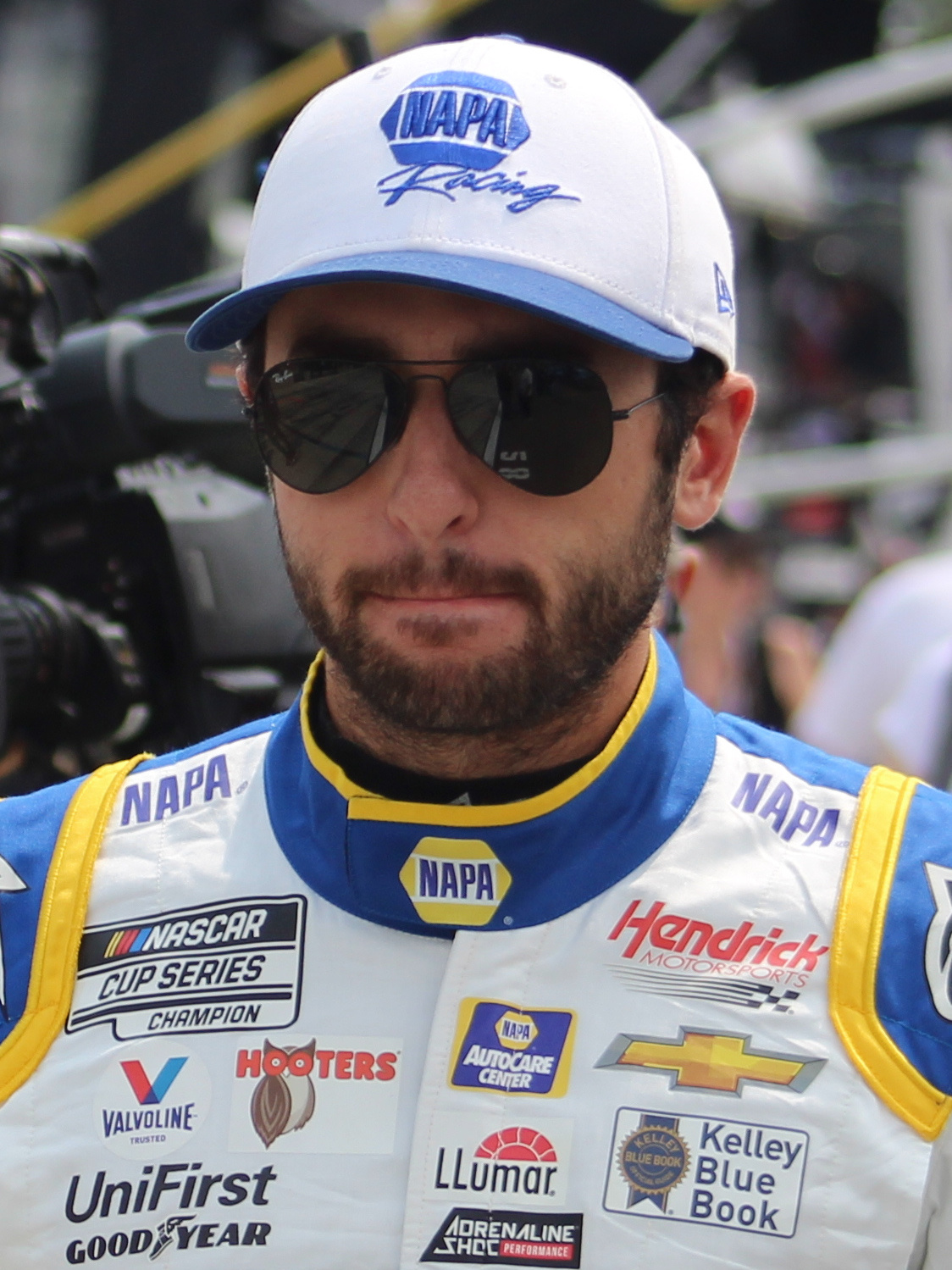
Chase Elliott 4e à 31 points

## Les équipes et leurs pilotes
| Icône | Légende    |
| ----- | ---------- |
| R     | Rookie Cup |

### Équipes affrétées
| Manufacturier | Équipe                      | Numéro | Pilote                  | Chef d'équipe                                                                         |
| ------------- | --------------------------- | ------ | ----------------------- | ------------------------------------------------------------------------------------- |
| Chevrolet     | Hendrick Motorsports        | 5      | Kyle Larson             | Cliff Daniels (en) 32 Kevin Meendering (en) 4                                         |
| Chevrolet     | Hendrick Motorsports        | 9      | Chase Elliott           | Alan Gustafson (en)                                                                   |
| Chevrolet     | Hendrick Motorsports        | 24     | William Byron           | Rudy Fugle (en)                                                                       |
| Chevrolet     | Hendrick Motorsports        | 48     | Alex Bowman             | Greg Ives (en)                                                                        |
| Chevrolet     | JTG Daugherty Racing        | 47     | Ricky Stenhouse Jr.     | Brian Pattie (en)                                                                     |
| Chevrolet     | Kaulig Racing (en),         | 16     | Daniel Hemric (en) 8    | Matt Swiderski 33 George Spencer 3                                                    |
| Chevrolet     | Kaulig Racing (en),         | 16     | A. J. Allmendinger 18,  | Matt Swiderski 33 George Spencer 3                                                    |
| Chevrolet     | Kaulig Racing (en),         | 16     | Noah Gragson 10         | Matt Swiderski 33 George Spencer 3                                                    |
| Chevrolet     | Kaulig Racing (en),         | 31     | Justin Haley            | Trent Owens (en) 3 Caleb Williams 6 Jaron Antley 1                                    |
| Chevrolet     | Petty GMS Motorsports (en)  | 42     | Ty Dillon ,             | Jerame Donley 27 Joey Cohen 1 Chad Norris 8                                           |
| Chevrolet     | Petty GMS Motorsports (en)  | 43     | Erik Jones,             | Dave Elenz 35 Danny Efland (en) 1                                                     |
| Chevrolet     | Richard Childress Racing    | 3      | Austin Dillon           | Justin Alexander 35 James Pohlman 1                                                   |
| Chevrolet     | Richard Childress Racing    | 8      | Tyler Reddick           | Randall Burnett                                                                       |
| Chevrolet     | Spire Motorsports (en)      | 7      | Corey LaJoie,           | Ryan Sparks 32 Peter Sospenzo (en) 4                                                  |
| Chevrolet     | Spire Motorsports (en)      | 77     | Landon Cassill 17       | Kevin Bellicourt                                                                      |
| Chevrolet     | Spire Motorsports (en)      | 77     | Josh Bilicki (en) 16    | Kevin Bellicourt                                                                      |
| Chevrolet     | Spire Motorsports (en)      | 77     | Justin Allgaier (en) 1  | Kevin Bellicourt                                                                      |
| Chevrolet     | Spire Motorsports (en)      | 77     | Mike Rockenfeller 2     | Kevin Bellicourt                                                                      |
| Chevrolet     | Trackhouse Racing Team (en) | 1      | Ross Chastain           | Phil Surgen                                                                           |
| Chevrolet     | Trackhouse Racing Team (en) | 99     | Daniel Suárez           | Travis Mack                                                                           |
| Ford          | Front Row Motorsports       | 34     | Michael McDowell        | Blake Harris 34 Chris Yerges 4                                                        |
| Ford          | Front Row Motorsports       | 38     | Todd Gilliland R        | Seth Barbour32 Troy Raker 4                                                           |
| Ford          | Live Fast Motorsports (en)  | 78     | B. J. McLeod (en) 29    | Lee Leslie 33 Christopher Stanley 2 Lee Leslie 33 Christopher Stanley 2 Keith Wolfe 1 |
| Ford          | Live Fast Motorsports (en)  | 78     | Andy Lally 1            | Lee Leslie 33 Christopher Stanley 2 Lee Leslie 33 Christopher Stanley 2 Keith Wolfe 1 |
| Ford          | Live Fast Motorsports (en)  | 78     | Josh Williams (en) 3    | Lee Leslie 33 Christopher Stanley 2 Lee Leslie 33 Christopher Stanley 2 Keith Wolfe 1 |
| Ford          | Live Fast Motorsports (en)  | 78     | Scott Heckert (en) 1    | Lee Leslie 33 Christopher Stanley 2 Lee Leslie 33 Christopher Stanley 2 Keith Wolfe 1 |
| Ford          | Live Fast Motorsports (en)  | 78     | Kyle Tilley 2           | Lee Leslie 33 Christopher Stanley 2 Lee Leslie 33 Christopher Stanley 2 Keith Wolfe 1 |
| Ford          | Rick Ware Racing,           | 15     | David Ragan 4           | Mike Hillman Sr.2 Ken Evans 3 Kevyn Rebolledo 31                                      |
| Ford          | Rick Ware Racing,           | 15     | Joey Hand 6             | Mike Hillman Sr.2 Ken Evans 3 Kevyn Rebolledo 31                                      |
| Ford          | Rick Ware Racing,           | 15     | Ryan Preece 2           | Mike Hillman Sr.2 Ken Evans 3 Kevyn Rebolledo 31                                      |
| Ford          | Rick Ware Racing,           | 15     | Garrett Smithley (en) 6 | Mike Hillman Sr.2 Ken Evans 3 Kevyn Rebolledo 31                                      |
| Ford          | Rick Ware Racing,           | 15     | J. J. Yeley 17          | Mike Hillman Sr.2 Ken Evans 3 Kevyn Rebolledo 31                                      |
| Ford          | Rick Ware Racing,           | 15     | Parker Kligerman (en) 1 | Mike Hillman Sr.2 Ken Evans 3 Kevyn Rebolledo 31                                      |
| Ford          | Rick Ware Racing,           | 51     | Cody Ware (en) 35       | Billy Plourde 32 Ken Evans 4                                                          |
| Ford          | Rick Ware Racing,           | 51     | J. J. Yeley 1           | Billy Plourde 32 Ken Evans 4                                                          |
| Ford          | RFK Racing                  | 6      | Brad Keselowski         | Matt McCall (en) 32 Josh Sell 4                                                       |
| Ford          | RFK Racing                  | 17     | Chris Buescher 35       | Scott Graves 32 Travis Peterson 4                                                     |
| Ford          | RFK Racing                  | 17     | Zane Smith (en) 1       | Scott Graves 32 Travis Peterson 4                                                     |
| Ford          | Stewart-Haas Racing         | 4      | Kevin Harvick           | Rodney Childers 32 Stephen Doran 4                                                    |
| Ford          | Stewart-Haas Racing         | 10     | Aric Almirola           | Drew Blickensderfer (en)                                                              |
| Ford          | Stewart-Haas Racing         | 14     | Chase Briscoe           | Johnny Klausmeier                                                                     |
| Ford          | Stewart-Haas Racing         | 41     | Cole Custer             | Mike Shiplett 32 Tony Cardamone 4                                                     |
| Ford          | Team Penske                 | 2      | Austin Cindric R        | Jeremy Bullins (en) 31 Grant Hutchens 5                                               |
| Ford          | Team Penske                 | 12     | Ryan Blaney             | Jonathan Hassler 32 Miles Stanley 4                                                   |
| Ford          | Team Penske                 | 22     | Joey Logano             | Paul Wolfe (en)                                                                       |
| Ford          | Wood Brothers Racing        | 21     | Harrison Burton R       | Brian Wilson                                                                          |
| Toyota        | 23XI Racing                 | 23     | Bubba Wallace 26        | Bootie Barker (en) 22 Dave Rogers (en) 4 Billy Scott (en) 10                          |
| Toyota        | 23XI Racing                 | 23     | Ty Gibbs 9              | Bootie Barker (en) 22 Dave Rogers (en) 4 Billy Scott (en) 10                          |
| Toyota        | 23XI Racing                 | 23     | Daniel Hemric (en) 1    | Bootie Barker (en) 22 Dave Rogers (en) 4 Billy Scott (en) 10                          |
| Toyota        | 23XI Racing                 | 45     | Kurt Busch 20,          | Billy Scott (en) 26 Bootie Barker (en) 10                                             |
| Toyota        | 23XI Racing                 | 45     | Ty Gibbs 6              | Billy Scott (en) 26 Bootie Barker (en) 10                                             |
| Toyota        | 23XI Racing                 | 45     | Bubba Wallace 9         | Billy Scott (en) 26 Bootie Barker (en) 10                                             |
| Toyota        | 23XI Racing                 | 45     | John Hunter Nemechek 1  | Billy Scott (en) 26 Bootie Barker (en) 10                                             |
| Toyota        | Joe Gibbs Racing            | 11     | Denny Hamlin            | Chris Gabehart (en) 32 Sam McAulay 4                                                  |
| Toyota        | Joe Gibbs Racing            | 18     | Kyle Busch              | Ben Beshore (en) 33 Seth Chavka 3                                                     |
| Toyota        | Joe Gibbs Racing            | 19     | Martin Truex Jr.        | James Small                                                                           |
| Toyota        | Joe Gibbs Racing            | 20     | Christopher Bell        | Adam Stevens (en)                                                                     |

### Équipes non-affrétées

#### Programme partiel
| Manufacturier | Écurie                                                    | Numéro | Pilote              | Chef d'équipe                                | Courses           |
| ------------- | --------------------------------------------------------- | ------ | ------------------- | -------------------------------------------- | ----------------- |
| Chevrolet     | Beard Motorsports (en)                                    | 62     | Noah Gragson        | Darren Shaw                                  | 1, 10, 26         |
| Chevrolet     | Beard Motorsports (en)                                    | 62     | Justin Allgaier     | Darren Shaw                                  | 31                |
| Chevrolet     | The Money Team Racing (en)                                | 50     | Kaz Grala (en)      | Tony Eury Jr. (en)                           | 1, 6, 14          |
| Chevrolet     | The Money Team Racing (en)                                | 50     | Conor Daly          | Tony Eury Jr. (en)                           | 32                |
| Chevrolet     | NY Racing Team (en)                                       | 44     | Greg Biffle         | Jay Guy                                      | 1, 3, 5, 7, 10    |
| Chevrolet     | Trackhouse Racing Team (en)                               | 91     | Kimi Räikkönen      | Darian Grubb                                 | 25                |
| Chevrolet     | Richard Childress Racing                                  | 33     | Austin Hill (en)    | James Pohlman                                | 23                |
| Toyota        | Team Hezeberg (en) powered by Reaume Brothers Racing (en) | 26     | Daniil Kvyat        | Toine Hezemans 1 Mike Hezemans 1             | 22, 25, 32        |
| Ford          | Team Hezeberg (en) powered by Reaume Brothers Racing (en) | 27     | Jacques Villeneuve  | Josh Reaume 3 Mike Gramke 2 Toine Hezemans 1 | 1                 |
| Ford          | Team Hezeberg (en) powered by Reaume Brothers Racing (en) | 27     | Loris Hezemans (en) | Josh Reaume 3 Mike Gramke 2 Toine Hezemans 1 | 6, 18, 22, 25, 32 |
| Ford          | MBM Motorsports (en)                                      | 55     | J. J. Yeley         | George Church 2 Jeff Weave 1                 | 1, 10             |
| Ford          | MBM Motorsports (en)                                      | 66     | Timmy Hill (en)     | Jeff Weaver                                  | 1                 |
| Ford          | MBM Motorsports (en)                                      | 66     | Boris Said          | Jeff Weaver                                  | 6                 |

## Changements
(août 2023).

### Principales modifications du règlement
- Le 27 août 2021, la NASCAR annonce que le numéro des voitures serait placé plus en avant sur celles-ci dès l'apparition des voitures de nouvelle génération. Une expérience avait été effectuée lors de la All-Star Race 2020, le numéro des voitures ayant été déplacés vers l'arrière lors de cette course. Cette modification d'emplacement réservé aux numéros se traduit par plus d'espace pour les logos des sponsors et donc induit plus de revenus pour les équipes de course[70].

La nouvelle génération arrivant cette saison, la modification est donc adoptée pour le début de la saison 2022.
- Le 19 novembre 2021, la NASCAR annonce son nouveau système d'essais et de qualifications d'application en 2022 pour ses trois séries nationales (Cup, Xfinity et Truck Series)[71] :
  - Course sur circuit « Ovale » : Après une période de 15 minutes d'essais, les voitures seront réparties en deux groupes, chaque voiture effectuant un tour (deux sur les circuits de Martinsville, Bristol, Richmond et Dover). Les cinq voitures les plus rapides de chaque groupe se qualifient pour un dernier tour de qualification, le plus rapide s'adjugeant la pole position.
- Courses sur circuits « Superspeedway » : Chaque voiture effectue un tour de qualification, les dix plus rapides se qualifiant pour un tour supplémentaire déterminant la pole position.
- Circuits « routiers » : Après une période d'essais de 20 minutes, les voitures sont réparties dans deux groupes. Par groupe, elles doivent effectuer leur meilleur temps lors d'une période de qualification de 15 minutes. Les cinq meilleurs temps de chaque groupe sont qualifiées pour une période supplémentaire de 10 minutes déterminant la pole position l'ordre des neuf autres premières voitures.
- Le circuit sur « terre » de Bristol : Quatre courses de qualification détermineront l'ordre des voitures sur la grille de départ.
- Le Daytona 500, la 1re course à Atlanta, la course sur terre de Bristol, les courses à Gateway et Nashville ainsi que la finale à Phoenix : Ces courses auront une période d'essai de 50 minutes.

Le 17 décembre 2021, la NASCAR annonce que les voitures pourront porter des numéros couleur chrome en 2022.
Le 24 janvier 2022, la NASCAR annonce une nouvelle structure plus stricte de son système de sanctions en Cup Series. Les pénalités sont réparties en trois groupes (L1, L2 et L3). Les infractions de type « L3 » concernent tout ce qui se rapporte à la falsification, contrefaçon, modifications ou altérations apportées aux diverses pièces de l’équipement. des voitures de nouvelle génération. Ces infractions pourront entrainer un retrait de points au classement des manufacturiers et des pilotes (y compris les points de play-offs), la révocation de l'éligibilité pour les play-offs, une suspension de membres des équipes ou une interdiction de participation d'après-saison.

#### Détail des infractions et pénalités
| Infractions | Pénalités |
| --- | --- |
| • Défaut du poids minimum requis lors de l’inspection d’après-course ; • Pièces détachées ne satisfaisant pas les règles de la fédération mais ne constituant que des infractions mineures ; • Échec de présentation des pièces validées à l’inspection. | • Perte de 20 à 75 points au classement général ; • Perte de 1 à 10 points de play-offs ; • Suspension de l’un des mécaniciens sur 1 à 3 courses ; • Amende de 25 000 à 100 000 $. |

| Infractions | Pénalités |
| --- | --- |
| • Modification de pièces détachées n’entrant pas dans les infractions de niveau L3 ; • Infraction aux exigences concernant les pièces mécaniques ; • Altération non validée du système de contrôle du moteur ; • Utilisation de matériel électronique non validé. | • Perte de 75 à 120 points au classement général ; • Perte de 10 à 25 points de play-offs ; • Suspension de un à deux mécaniciens sur 4 à 6 courses ; • Amende de 100 000 à 250 000 $. |

| Infractions | Pénalités |
| --- | --- |
| • Falsification ou modification de pièces détachées ; • Infraction au niveau du moteur (modification de la puissance, du taux de compression, de l’assemblage ou des éléments internes) et de l’amélioration de la performance (protoxyde d’azote, perte de pression négative) ; • Infractions concernant l’unité de contrôle moteur (ECU) ou l’injection électronique ; • Modification des pneus et / ou du carburant ; • Violation de la politique d’essais privés. | • Perte de 120 à 180 points au classement général ; • Perte de 25 à 50 points de play-offs ; • Suspension de un à deux mécaniciens sur 6 courses ; • Amende de 250 000 à 500 000 $ ; • Annulation de la qualification en play-off, quels que soient les victoires, les points et autres résultats ; • Suspension d’une course pour l’équipe si les infractions de niveau L3 se répètent. |

## Calendrier 2022 et podium des courses
Le programme de la saison 2022 a été dévoilé le 15 septembre 2021
| N°                                          | Date         | Nom de la course                                  | Circuit                                                             | Premier            | Second              | Troisième           | Pole position      | + tours en tête             | Marque    | Résumés     |
| ------------------------------------------- | ------------ | ------------------------------------------------- | ------------------------------------------------------------------- | ------------------ | ------------------- | ------------------- | ------------------ | --------------------------- | --------- | ----------- |
| HC                                          | 6 février    | Busch Light Clash at The Coliseum                 | Los Angeles Memorial Coliseum, Los Angeles, Californie              | Joey Logano        | Kyle Busch          | Austin Dillon       | Kyle Busch         | Kyle Busch                  | Ford      | Résumé (en) |
| HC                                          | 17 février   | Bluegreen Vacations Duel 1                        | Daytona International Speedway, Daytona Beach, Floride              | Brad Keselowski    | Austin Cindric (R)  | Ryan Blaney         | Kyle Larson        | Kyle Larson                 | Ford      | Résumé (en) |
| HC                                          | 17 février   | Bluegreen Vacations Duel 2                        | Daytona International Speedway, Daytona Beach, Floride              | Chris Buescher     | Michael McDowell    | Harrison Burton (R) | Alex Bowman        | Joey Logano                 | Ford      | Résumé (en) |
| 1                                           | 20 février   | Daytona 500                                       | Daytona International Speedway, Daytona Beach, Floride              | Austin Cindric (R) | Bubba Wallace       | Chase Briscoe       | Kyle Larson        | Brad Keselowski             | Ford      | Résumé (en) |
| 2                                           | 27 février   | WISE Power 400                                    | Auto Club Speedway, Fontana, Californie                             | Kyle Larson        | Austin Dillon       | Erik Jones          | Austin Cindric (R) | Tyler Reddick               | Chevrolet | Résumé (en) |
| 3                                           | 6 mars       | Pennzoil 400 presented by Jiffy Lube              | Las Vegas Motor Speedway, Las Vegas, Nevada                         | Alex Bowman        | Kyle Larson         | Ross Chastain       | Christopher Bell   | Ross Chastain               | Chevrolet | Résumé (en) |
| 4                                           | 13 mars      | Ruoff Mortgage 500                                | Phoenix Raceway, Phoenix, Arizona                                   | Chase Briscoe      | Ross Chastain       | Tyler Reddick       | Ryan Blaney        | Ryan Blaney                 | Ford      | Résumé (en) |
| 5                                           | 14 mars      | Folds of Honor QuikTrip 500                       | Atlanta Motor Speedway, Hampton, Géorgie                            | William Byron      | Ross Chastain       | Kurt Busch          | Chase Briscoe      | William Byron               | Chevrolet | Résumé (en) |
| 6                                           | 27 mars      | EchoPark Texas Grand Prix                         | Circuit des Amériques, Austin, Texas                                | Ross Chastain      | Alex Bowman         | Christopher Bell    | Ryan Blaney        | Ross Chastain               | Chevrolet | Résumé (en) |
| 7                                           | 3 avril      | Toyota Owners 400                                 | Richmond International Raceway, Richmond, Virginie                  | Denny Hamlin       | Kevin Harvick       | William Byron       | Ryan Blaney        | Ryan Blaney                 | Toyota    | Résumé (en) |
| 8                                           | 9 avril      | Blue-Emu Maximum Pain Relief 400                  | Martinsville Speedway, Ridgeway, Virginie                           | William Byron      | Joey Logano         | Austin Dillon       | Chase Elliott      | William Byron               | Chevrolet | Résumé (en) |
| 9                                           | 17 avril     | Food City Dirt Race                               | Bristol Motor Speedway (Dirt Race), Bristol, Tennessee              | Kyle Busch         | Tyler Reddick       | Joey Logano         | Cole Custer        | Tyler Reddick               | Toyota    | Résumé (en) |
| 10                                          | 24 avril     | GEICO 500                                         | Talladega Superspeedway, Lincoln, Alabama                           | Ross Chastain      | Austin Dillon       | Kyle Busch          | Christopher Bell   | William Byron               | Chevrolet | Résumé (en) |
| 11                                          | 1 - 2 mai    | DuraMAX Drydene 400 presented by RelaDyne         | Dover International Speedway, Dover, Delaware                       | Chase Elliott      | Ricky Stenhouse Jr. | Ross Chastain       | Chris Buescher     | Kyle Busch                  | Chevrolet | Résumé (en) |
| 12                                          | 8 mai        | Goodyear 400                                      | Darlington Racewa, Darlington, Caroline du Sud                      | Joey Logano        | Tyler Reddick       | Justin Haley        | Joey Logano        | Joey Logano                 | Ford      | Résumé (en) |
| 13                                          | 15 mai       | AdventHealth 400                                  | Kansas Speedway, Kansas City, Kansas                                | Kurt Busch         | Kyle Larson         | Kyle Busch          | Christopher Bell   | Kurt Busch                  | Toyota    | Résumé (en) |
| HC                                          | 22 mai       | NASCAR All Star Open                              | Texas Motor Speedway, Fort Worth, Texas                             | Daniel Suárez      | Austin Dillon       | Justin Haley        | Tyler Reddick      | Ricky Stenhouse Jr.         | Chevrolet | Résumé (en) |
| HC                                          | 22 mai       | NASCAR All-Star Race                              | Texas Motor Speedway, Fort Worth, Texas                             | Ryan Blaney        | Denny Hamlin        | Austin Cindric (R)  | Kyle Busch         | Ryan Blaney                 | Ford      | Résumé (en) |
| 14                                          | 29 mai       | Coca-Cola 600                                     | Charlotte Motor Speedway, Concord, Caroline du Nord                 | Denny Hamlin       | Kyle Busch          | Kevin Harvick       | Denny Hamlin       | Ross Chastain               | Toyota    | Résumé (en) |
| 15                                          | 5 juin       | Enjoy Illinois 300                                | World Wide Technology Raceway, Madison, Illinois                    | Joey Logano        | Kyle Busch          | Kurt Busch          | Chase Briscoe      | Kyle Busch                  | Ford      | Résumé (en) |
| 16                                          | 12 juin      | Toyota/Save Mart 350                              | Sonoma Raceway, Sonoma, Californie                                  | Daniel Suárez      | Chris Buescher      | Michael McDowell    | Kyle Larson        | Daniel Suárez               | Chevrolet | Résumé (en) |
| 17                                          | 26 juin      | Ally 400                                          | Nashville Superspeedway, Lebanon, Tennessee                         | Chase Elliott      | Kurt Busch          | Ryan Blaney         | Denny Hamlin       | Denny Hamlin                | Chevrolet | Résumé (en) |
| 18                                          | 3 juillet    | Kwik Trip 250 presented by Jockey Made in America | Road America, Elkhart Lake, Wisconsin                               | Tyler Reddick      | Chase Elliott       | Kyle Larson         | Chase Elliott      | Chase Elliott               | Chevrolet | Résumé (en) |
| 19                                          | 10 juillet   | Quaker State 400                                  | Atlanta Motor Speedway, Hampton, Géorgiea                           | Chase Elliott      | Ross Chastain       | Austin Cindric (R)  | Chase Elliott      | Chase Elliott               | Chevrolet | Résumé (en) |
| 20                                          | 17 juillet   | Ambetter 301                                      | New Hampshire Motor Speedway, Loudon, New Hampshire                 | Christopher Bell   | Chase Elliott       | Bubba Wallace       | Martin Truex Jr.   | Martin Truex Jr.            | Chevrolet | Résumé (en) |
| 21                                          | 24 juillet   | M&M's Fan Appreciation 400,                       | Atlanta Motor Speedway, Hampton, Georgie                            | Chase Elliott      | Kyle Larson         | Chris Buescher      | Kyle Busch         | Chase Elliott               | Chevrolet | Résumé (en) |
| 22                                          | 31 juillet   | Verizon 200                                       | Indianapolis Motor Speedway (Routier), Speedway, Indiana            | Tyler Reddick      | Austin Cindric      | Harrison Burton     | Tyler Reddick      | Tyler Reddick               | Chevrolet | Résumé (en) |
| 23                                          | 7 août       | FireKeepers Casino 400                            | Michigan International Speedway, Brooklyn, Michigan                 | Kevin Harvick      | Bubba Wallace       | Denny Hamlin        | Bubba Wallace      | Denny Hamlin                | Ford      | Résumé (en) |
| 24                                          | 14 août      | Federated Auto Parts 400                          | Richmond International Raceway, Richmond, Virginie                  | Kevin Harvick      | Christopher Bell    | Chris Buescher      | Kyle Larson        | Joey Logano                 | Ford      | Résumé (en) |
| 25                                          | 21 août      | Go Bowling at The Glen                            | Watkins Glen International, Watkins Glen, New York                  | Kyle Larson        | A. J. Allmendinger  | Joey Logano         | Chase Elliott      | Chase Elliott               | Chevrolet | Résumé (en) |
| 26                                          | 27 août      | Coke Zero Sugar 400                               | Daytona International Speedway, Daytona Beach, Floride              | Austin Dillon      | Tyler Reddick       | Austin Cindric      | Kyle Larson        | Chase Elliott               | Chevrolet | Résumé (en) |
| N°                                          | Date         | Nom de la course                                  | Circuit                                                             | Premier            | Second              | Troisième           | Pole position      | + tours en tête             | Marque    | Résumés     |
| Séries éliminatoires - 16 pilotes impliqués |              |                                                   |                                                                     |                    |                     |                     |                    |                             |           |             |
| 27                                          | 4 septembre  | Cook Out Southern 500                             | Darlington Racewa, Darlington, Caroline du Sud                      | Erik Jones         | Denny Hamlin        | Tyler Reddick       | Joey Logano        | Kyle Busch                  | Chevrolet | Résumé (en) |
| 28                                          | 11 septembre | Hollywood Casino 400                              | Kansas Speedway, Kansas City, Kansas                                | Bubba Wallace      | Denny Hamlin        | Christopher Bell    | Tyler Reddick      | Alex Bowman                 | Toyota    | Résumé (en) |
| 29                                          | 17 septembre | Bass Pro Shops NRA Night Race                     | Bristol Motor Speedway, Bristol, Tennessee                          | Chris Buescher     | Chase Elliott       | William Byron       | Aric Almirola      | Chris Buescher              | Ford      | Résumé (en) |
| Séries éliminatoires - 12 pilotes impliqués |              |                                                   |                                                                     |                    |                     |                     |                    |                             |           |             |
| 30                                          | 25 septembre | Autotrader EchoPark Automotive 500                | Texas Motor Speedway, Fort Worth, Texas                             | Tyler Reddick      | Joey Logano         | Justin Haley        | Brad Keselowski    | Tyler Reddick               | Chevrolet | Résumé (en) |
| 31                                          | 2 octobre    | YellaWood 500                                     | Talladega Superspeedway, Lincoln, Alabama                           | Chase Elliott      | Ryan Blaney         | Michael McDowell    | Christopher Bell   | Aric Almirola Ross Chastain | Chevrolet | Résumé (en) |
| 32                                          | 9 octobre    | Bank of America Roval 400                         | Charlotte Motor Speedway, Concord, Caroline du Nord (circuit Roval) | Christopher Bell   | Kevin Harvick       | Kyle Busch          | Joey Logano        | Chase Elliott               | Toyota    | Résumé (en) |
| Séries éliminatoires - 8 pilotes impliqués  |              |                                                   |                                                                     |                    |                     |                     |                    |                             |           |             |
| 33                                          | 16 octobre   | South Point 400                                   | Las Vegas Motor Speedway, Las Vegas, Nevada                         | Joey Logano        | Ross Chastain       | Kyle Busch          | Tyler Reddick      | Ross Chastain               | Ford      | Résumé (en) |
| 34                                          | 23 octobre   | Dixie Vodka 400                                   | Homestead-Miami Speedway, Homestead, Floride                        | Kyle Larson        | Ross Chastain       | A. J. Allmendinger  | William Byron      | Kyle Larson                 | Chevrolet | Résumé (en) |
| 35                                          | 30 octobre   | Xfinity 500                                       | Martinsville Speedway, Ridgeway, Virginie                           | Christopher Bell   | Kyle Larson         | Ryan Blaney         | Kyle Larson        | Denny Hamlin                | Toyota    | Résumé (en) |
| Finale - 4 pilotes impliqués                |              |                                                   |                                                                     |                    |                     |                     |                    |                             |           |             |
| 36                                          | 6 novembre   | Season Final 500                                  | Phoenix Raceway, Avondale, Arizona                                  | Joey Logano        | Ross Chastain       | Christopher Bell    | Joey Logano        | Joey Logano                 | Ford      | Résumé (en) |
| N°                                          | Date         | Nom de la course                                  | Circuit                                                             | Premier            | Second              | Troisième           | Pole position      | + tours en tête             | Marque    | Résumés     |

Notes :
1. ↑  Chase Elliott, qui avait terminé la course en troisième place derrière Denny Hamlin et Kyle Busch, est déclaré vainqueur, les voitures de ces deux pilotes n'ayant pas satisfait aux contrôles techniques d'après course entraînant leur disqualification.

## Classements du championnat

### Pilotes
| Couleurs | Résultats                           |
| -------- | ----------------------------------- |
| Or       | Vainqueur                           |
| Argent   | Classé entre la 2e et la 5e place   |
| Bronze   | Classé entre la 6e et la 10e place  |
| Vert     | Classé entre la 11e et la 20e place |
| Bleu     | Classé 21e ou pire                  |
| Mauve    | Qualifié pour les playoffs          |

| Couleurs | Résultats                                              |
| -------- | ------------------------------------------------------ |
| Vert     | Circuit routier                                        |
| Violet   | N'a pas fini (DNF)                                     |
| Noir     | Disqualifié (DSQ)                                      |
| Rose     | Non qualifié (DNQ)                                     |
| Brun     | Abandonné la course (Wth)                              |
| Blanc    | Qualifié pour un autre pilote (QL)                     |
| Blanc    | Qualifié mais remplacé à la suite d'une blessure (INQ) |

| Abréviations | Significations                 |
| ------------ | ------------------------------ |
| 1            | Vainqueur du 1er segment       |
| 2            | Vainqueur du 2e segment        |
| *            | Pilote ayant mené le + de tour |
| (R)          | Rookie                         |
| DNP          | N'a pas participé              |
| INJ          | Blessé ou malade               |
| EX           | Exclu                          |
| DNA          | N'est pas arrivé               |

  – Chiffre en gras = pole position après les essais.
 = Éliminé après le Challenger Round (Round of 16).
 = Éliminé après le Contender Round (Round of 12).
 = Éliminé après l'Eliminator Round (Round of 8).
| Les quatre pilotes ayant disputé le titre de champion de la Nascar Cup Series 2022 |                       |      |     |       |       |        |      |      |      |      |      |      |      |       |      |      |      |       |          |      |       |      |       |       |      |      |      |      |      |      |       |      |      |     |      |      |      |       |       |      |     |     |     |  |     |
| Pos.                                                                               | Pilote                | Pts  | Seg | Bonus |       | DAY    | FON  | LAS  | PHO  | ATL  | TEX  | RCH  | MAR  | BRI   | TAL  | DOV  | DAR  | KAN   | CHA      | GAT  | SON   | NAS  | AUS   | ATL   | NHA  | ATL  | IND  | MIC  | RIC  | GLN  | DAY   |      | DAR  | KAN | BRI  |      | TEX  | TAL   | CHA   |      | LAS | HOM | MAR |  | ARI |
| 1                                                                                  | Joey Logano           | 5040 | -   | 26 2  | 21    | 5      | 14   | 8    | 9    | 31   | 17   | 2    | 3    | 32    | 29   | 1*1  | 17   | 20    | 1        | 17 2 | 9     | 27   | 26    | 24    | 20   | 6    | 4    | 6 *2 | 3 2  | 12 1 | 4     | 17   | 27   | 2   | 27   | 18 1 | 1    | 18    | 6     | 1 *1 |     |     |     |  |     |
| 2                                                                                  | Ross Chastain         | 5034 | -   | 21 6  | 40    | 29     | 3 *2 | 2    | 2    | 1 *  | 19   | 5    | 33   | 1     | 3    | 30 2 | 7    | 15 *3 | 8        | 7    | 5     | 4    | 2     | 8     | 32 2 | 27   | 24   | 18 1 | 21   | 33   | 20    | 7    | 6    | 13  | 4 *  | 37 2 | 2 *  | 2     | 4     | 3    |     |     |     |  |     |
| 3                                                                                  | Christopher Bell      | 5027 | -   | 18 7  | 34    | 36     | 10   | 26   | 23   | 3    | 6    | 20   | 7    | 22    | 4    | 6    | 5    | 5     | 9        | 27   | 8     | 18   | 19    | 1     | 4    | 14 2 | 26 1 | 2    | 8    | 36   | 5     | 3 1  | 4 2  | 34  | 17   | 1    | 34   | 11    | 1     | 10   |     |     |     |  |     |
| 4                                                                                  | Chase Elliott         | 5009 | -   | 46 1  | 10    | 26     | 9    | 11   | 6    | 4    | 14   | 1012 | 8    | 7     | 1    | 5    | 29   | 33 1  | 21       | 8    | 1     | 2 *  | 1 *12 | 2     | 1    | 16   | 11   | 5    | 4 *  | 29 * | 36    | 11   | 2    | 32  | 1 2  | 20 * | 21   | 14    | 10    | 28   |     |     |     |  |     |
| Pilotes éliminés de la course au titre de champion 2022                            |                       |      |     |       |       |        |      |      |      |      |      |      |      |       |      |      |      |       |          |      |       |      |       |       |      |      |      |      |      |      |       |      |      |     |      |      |      |       |       |      |     |     |     |  |     |
| 5                                                                                  | Denny Hamlin          | 2379 | 27  | 13    | 37    | 15     | 32   | 13   | 29   | 18 2 | 1    | 28   | 35   | 18    | 211  | 21   | 4    | 1     | 34       | 31   | 6 *   | 17   | 25    | 6     | 35   | 14   | 3 *2 | 4    | 20   | 25   | 2     | 2    | 9    | 10  | 5    | 13   | 5    | 7     | 5 *12 | 8    |     |     |     |  |     |
| 6                                                                                  | William Byron         | 2378 | 31  | 15 10 | 38    | 34     | 5    | 18 1 | 1 *1 | 12   | 3    | 1*   | 18   | 15 *2 | 22   | 13   | 16   | 32    | 19       | 9    | 35    | 16   | 30    | 11    | 12   | 31   | 12   | 11   | 22   | 34   | 8 1   | 6    | 3    | 7   | 12   | 16   | 13   | 12    | 7     | 6    |     |     |     |  |     |
| 7                                                                                  | Kyle Larson           | 2354 | 83  | 20 5  | 32    | 1      | 2    | 34   | 30   | 29   | 5    | 19   | 4 1  | 4     | 6    | 36   | 2    | 9     | 12       | 15 1 | 4     | 3    | 13    | 14    | 5 1  | 35   | 7    | 14   | 1    | 37   | 12    | 8    | 5    | 9 1 | 18   | 35   | 35   | 1 *12 | 2     | 9    |     |     |     |  |     |
| 8                                                                                  | Ryan Blaney           | 2354 | 53  | 15 3  | 4     | 18     | 36   | 4 *2 | 17 2 | 6    | 7*1  | 4    | 5    | 11    | 26 2 | 17   | 12   | 29    | 4        | 6    | 3     | 11 2 | 5     | 18    | 33   | 26   | 5    | 10   | 24   | 15   | 13    | 9    | 30   | 4 2 | 2 1  | 26   | 28 2 | 17    | 3     | 2 2  |     |     |     |  |     |
| 9                                                                                  | Chase Briscoe         | 2292 | 21  | 9     | 3     | 16     | 35   | 1    | 15   | 30   | 11   | 9    | 22 2 | 37    | 13   | 20   | 24   | 4     | 24       | 13   | 34    | 14 1 | 16    | 15    | 15   | 23 1 | 20   | 23   | 25 1 | 31   | 27    | 13   | 14   | 5   | 10   | 9    | 4    | 36    | 9     | 4    |     |     |     |  |     |
| 10                                                                                 | Daniel Suárez         | 2272 | 57  | 7     |       | 18     | 4    | 37   | 9    | 4    | 24 1 | 16   | 29   | 12    | 31   | 14   | 10   | 33    | 25 2     | 23   | 1 *   | 15   | 5     | 6     | 9    | 3    | 28   | 25   | 19   | 5    | 24    |      | 18   | 10  | 19   |      | 12   | 8     | 36    |      | 16  | 10  | 12  |  | 24  |
| 11                                                                                 | Austin Dillon         | 2228 | 15  | 5     | 25    | 2      | 11   | 21   | 35   | 10   | 10   | 3    | 31   | 2     | 23   | 9    | 13   | 22    | 15       | 11   | 14    | 31   | 35    | 23    | 10   | 30   | 13   | 16   | 17   | 1    | 17    | 14   | 31   | 17  | 13   | 10   | 10   | 4     | 33    | 13   |     |     |     |  |     |
| 12                                                                                 | Austin Cindric (R)    | 2226 | 28  | 6     | 1     | 12     | 19   | 24   | 32   | 8    | 20   | 11   | 16   | 21    | 36   | 18   | 11   | 34    | 11 1     | 5    | 7     | 7    | 3     | 13    | 31   | 2    | 37   | 12   | 13   | 3    | 16    | 12   | 20   | 15  | 9    | 21   | 29   | 19    | 26    | 11   |     |     |     |  |     |
| 13                                                                                 | Kyle Busch            | 2224 | 41  | 11 8  | 6     | 14     | 4    | 7    | 33   | 28   | 9    | 7    | 1    | 3     | 7 *  | 33   | 3 1  | 2     | 2 *      | 30   | 21    | 29   | 20    | 12    | 36*  | 11   | 36   | 9    | 32   | 10 2 | 30 *2 | 26   | 34   | 36  | 20   | 3    | 3    | 9     | 29    | 7    |     |     |     |  |     |
| 14                                                                                 | Tyler Reddick         | 2215 | 22  | 17    | 35    | 24 *12 | 7    | 3    | 28   | 5    | 12   | 18   | 2 *  | 39    | 30   | 2    | 30   | 6     | 16       | 35   | 18    | 1    | 29    | 21    | 2    | 1*   | 29   | 31   | 7    | 2    | 3     | 35   | 25   | 1 * | 28   | 8    | 6    | 35    | 35    | 23   |     |     |     |  |     |
| 15                                                                                 | Kevin Harvick         | 2126 | 14  | 12 9  | 30    | 7      | 12   | 6    | 21   | 11   | 2    | 14   | 34   | 10    | 9    | 4    | 15   | 3     | 33       | 4    | 11    | 10   | 12    | 5     | 27   | 33   | 1*   | 1    | 12   | 20   | 33    | 36   | 10   | 19  | 29   | 2    | 12   | 8     | 16    | 5    |     |     |     |  |     |
| 16                                                                                 | Alex Bowman           | 2107 | -   | 7     | 24    | 25     | 1 1  | 14   | 10   | 2    | 8    | 12   | 6    | 9     | 5    | 29   | 9    | 10    | 13       | 16   | 36    | 12   | 32    | 35    | 11   | 32   | 9    | 20   | 14   | 14   | 10    | 4 *2 | 32   | 29  | -    | -    | -    | -     | -     | 34   |     |     |     |  |     |
| 17                                                                                 | Martin Truex Jr.      | 1037 | 238 | 14 4  | 13 12 | 13     | 8    | 35   | 8    | 7    | 4 2  | 22   | 21   | 5     | 12   | 24   | 6    | 12    | 6        | 26   | 22 12 | 13   | 11    | 4 *12 | 7    | 21   | 6    | 7    | 23   | 8    | 31    | 5    | 36   | 31  | 26   | 17   | 7    | 6     | 20    | 15   |     |     |     |  |     |
| 18                                                                                 | Erik Jones            | 831  | 110 | 5     | 29    | 3      | 31   | 25   | 14   | 9    | 23   | 13   | 24   | 6     | 10   | 25   | 32   | 14    | 7        | 22   | 11    | 26   | 4     | 19    | 9    | 15   | 8    | 35   | 10   | 17   | 1     | 29   | 21   | 6   | 6    | 11   | 8    | 30    | 18    | 14   |     |     |     |  |     |
| 19                                                                                 | Bubba Wallace         | 764  | 99  | 6     | 2     | 19     | 25   | 22   | 13   | 38   | 26   | 16   | 28   | 17 1  | 16   | 27   | 10   | 28    | 26       | 36   | 12    | 35   | 14    | 3     | 8    | 5    | 2    | 13   | 35   | 11   | 9     | 1    | 29   | 25  | 16   | 7    | 36 1 | -     | 8     | 22   |     |     |     |  |     |
| 20                                                                                 | Aric Almirola         | 760  | 67  | -     | 5     | 6      | 6    | 12   | 22   | 19   | 21   | 8    | 23   | 13    | 19   | 11   | 26   | 17    | 5        | 14   | 17    | 28   | 8     | 31    | 13   | 38   | 34   | 8    | 29   | 21   | 11    | 21   | 28   | 24  | 14 * | 15   | 18   | 21    | 15    | 20   |     |     |     |  |     |
| 21                                                                                 | Chris Buescher        | 727  | 41  | 5     | 16    | 35     | 18   | 10   | 7    | 21   | 15   | 15   | 15   | 38    | 8    | 16   | 27   | 26    | Cocid-19 | 2    | 30    | 6    | 33    | 17    | 29   | 10   | 16   | 3    | 9    | 27   | 26    | 15   | 1 *  | 30  | 25   | 6    | 15   | 13    | 24    | 21   |     |     |     |  |     |
| 22                                                                                 | Justin Haley          | 699  | 28  | -     | 23    | 23     | 17   | 17   | 11   | 15   | 29   | 31   | 14   | 12    | 11   | 3    | 35   | 27    | 14       | 12   | 23    | 24   | 7     | 20    | 21   | 19   | 17   | 21   | 18   | 28   | 19    | 19   | 12   | 3   | 15   | 5    | 14   | 28    | 27    | 27   |     |     |     |  |     |
| 23                                                                                 | Michael McDowell      | 663  | 23  | -10   | 7     | 31     | 27   | 27   | 24   | 13   | 30   | 25   | 9    | 8     | 17   | 7    | 23   | 8     | 18       | 3    | 13    | 8    | 15    | 28    | 6    | 8    | 28   | 29   | 6    | 32   | 6     | 16   | 11   | 11  | 3    | 27   | 19   | 16    | 16    | 25   |     |     |     |  |     |
| 24                                                                                 | Brad Keselowski       | 629  | 77  | -9    | 9 *   | 27     | 24   | 23   | 12   | 14   | 13   | 17   | 11   | 23    | 20   | 34   | 14   | 30    | 20       | 10   | 29    | 33   | 18    | 7     | 14   | 20   | 15   | 15   | 19   | 35   | 7     | 25   | 13 1 | 8   | 24   | 14   | 17   | 5     | 36    | 35   |     |     |     |  |     |
| 25                                                                                 | Cole Custer           | 589  | 48  | -     | 20    | 11     | 33   | 16   | 34   | 23   | 22   | 21   | 13   | 29    | 15   | 26   | 22   | 21    | 29       | 21   | 26    | 15   | 9     | 27    | 17   | 9    | 31   | 26   | 11   | 16   | 14    | 22   | 8    | 3   | 21   | 24   | 20   | 24    | 14    | 16   |     |     |     |  |     |
| 26                                                                                 | Ricky Stenhouse Jr.   | 580  | 64  | -     | 28    | 10     | 21   | 28   | 31   | 37   | 28   | 27   | 29   | 30    | 2    | 8    | 8    | 7     | 32       | 25   | 16    | 19   | 31    | 22    | 18   | 13   | 33   | 22   | 15   | 22   | 35    | 30   | 33   | 27  | 22   | 19   | 23   | 15    | 21    | 32   |     |     |     |  |     |
| 27                                                                                 | Harrison Burton (R)   | 573  | 50  | -     | 39    | 33     | 16   | 29   | 25   | 17   | 18   | 26   | 20   | 34    | 24   | 14   | 21   | 11    | 25       | 28   | 25    | 22   | 10    | 25    | 23   | 3    | 32   | 25   | 28   | 19   | 21    | 32   | 16   | 18  | 36   | 28   | 26   | 20    | 11    | 19   |     |     |     |  |     |
| 28                                                                                 | Todd Gilliland (R)    | 531  | 31  | -     | 33    | 20     | 23   | 19   | 27   | 16   | 25   | 30   | 17   | 27    | 28   | 15   | 25   | 12    | 22       | 24   | 24    | 25   | 17    | 26    | 25   | 4    | 27   | 27   | 38   | 23   | 28    | 23   | 18   | 28  | 7    | 30   | 25   | 31    | 13    | 29   |     |     |     |  |     |
| 29                                                                                 | Ty Dillon             | 518  | 33  | -     | 11    | 17     | 20   | 15   | 36   | 20   | 24   | 23   | 10   | 33    | 27   | 12   | 20   | 13    | 27       | 23   | 31    | 20   | 28    | 33    | 22   | 34   | 14   | 17   | 16   | 18   | 22    | 20   | 26   | 16  | 23   | 25   | 33   | 26    | 31    | 26   |     |     |     |  |     |
| 30                                                                                 | Kurt Busch            | 485  | 77  | 7     | 19    | 8      | 13   | 5    | 3    | 32   | 35   | 6    | 32   | 16    | 31   | 28   | 1 *2 | 31    | 3 2      | 18   | 2     | 23   | 22    | 10    | QL   | -    | -    | -    | -    | -    | -     | -    | -    | -   | -    | -    | -    | -     | -     | -    |     |     |     |  |     |
| 31                                                                                 | Corey LaJoie          | 466  | 8   | -     | 14    | 28     | 15   | 36   | 5    | 36   | 31   | 32   | 19   | 14    | 18   | 35   | 19   | 35    | 36       | 34   | 20    | 34   | 21    | 32    | 19   | 18   | 19   | 28   | 27   | 30   | 24    | 33   | 15   | 14  | 35   | 12   | 24   | 23    | 21    | 18   |     |     |     |  |     |
| 32                                                                                 | Cody Ware (en)        | 305  | 2   | -     | 17    | 32     | 26   | 31   | 26   | 27   | 36   | 33   | 26   | 28    | 34   | 19   | 34   | 18    | 35       | 32   | 27    | 32   | 33    | 30    | 26   | 24   | 22   | 34   | 34   | 6    | 32    | 27   | 17   | 33  | 22   | -    | 27   | 34    | 28    | 30   |     |     |     |  |     |
| 33                                                                                 | David Ragan           | 89   | -   | -     | 8     | -      | -    | -    | 18   | -    | -    | -    | -    | 24    | -    | -    | -    | -     | -        | -    | -     | -    | -     | -     | -    | -    | -    | -    | -    | 9    | -     | -    | -    | -   | -    | -    | -    | -     | -     | -    |     |     |     |  |     |
| 34                                                                                 | Joey Hand             | 64   | 14  | -     | -     | -      | -    | -    | -    | 35   | -    | -    | -    | -     | -    | -    | -    | -     | -        | 20   | -     | 21   | -     | -     | -    | 29   | -    | -    | 31   | -    | -     | -    |      | -   | -    | 38   | -    | -     | -     | -    |     |     |     |  |     |
| 35                                                                                 | Greg Biffle           | 24   | -   | -     | 36    | -      | 34   | -    | 20   | -    | 37   | -    | -    | 35    | -    | -    | -    | -     | -        | -    | -     | -    | -     | -     | -    | -    | -    | -    | -    | -    | -     | -    | -    | -   | -    | -    | -    | -     | -     | -    |     |     |     |  |     |
| 36                                                                                 | Jacques Villeneuve    | 15   | -   | -     | 22    | -      | -    | -    | -    | -    | -    | -    | -    | -     | -    | -    | -    | -     | -        | -    | -     | -    | -     | -     | -    | -    | -    | -    | -    | -    | -     | -    | -    | -   | -    | -    | -    | -     | -     | -    |     |     |     |  |     |
| 37                                                                                 | Mike Rockenfeller     | 15   | -   | -     | -     | -      | -    | -    | -    | -    | -    | -    | -    | -     | -    | -    | -    | -     | -        | -    | -     | -    | -     | -     | -    | -    | -    | -    | 30   | -    | -     | -    | -    | -   | -    | 29   | -    | -     | -     | -    |     |     |     |  |     |
| 38                                                                                 | Boris Said            | 11   | -   | -     | -     | -      | -    | -    | -    | 26   | -    | -    | -    | -     | -    | -    | -    | -     | -        | -    | -     | -    | -     | -     | -    | -    | -    | -    | -    | -    | -     | -    | -    | -   | -    | -    | -    | -     | -     | -    |     |     |     |  |     |
| 39                                                                                 | Kyle Tilley           | 8    | -   | -     | -     | -      | -    | -    | -    | -    | -    | -    | -    | -     | -    | -    | -    | -     | -        | -    | -     | 30   | -     | -     | -    | -    | -    | -    | 39   | -    | -     | -    | -    | -   | -    | -    | -    | -     | -     | -    |     |     |     |  |     |
| 40                                                                                 | Conor Daly            | 3    | -   | -     | -     | -      | -    | -    | -    | -    | -    | -    | -    | -     | -    | -    | -    | -     | -        | -    | -     | -    | -     | -     | -    | -    | -    | -    | -    | -    | -     | -    | -    | -   | -    | 34   | -    | -     | -     | -    |     |     |     |  |     |
| 41                                                                                 | Kimi Raikkonen        | 1    | -   | -     | -     | -      | -    | -    | -    | -    | -    | -    | -    | -     | -    | -    | -    | -     | -        | -    | -     | -    | -     | -     | -    | -    | -    | -    | 37   | -    | -     | -    | -    | -   | -    | -    | -    | -     | -     | -    |     |     |     |  |     |
| Pilotes non-éligibles pour le titre de champion des Nascar Cup Series 2022         |                       |      |     |       |       |        |      |      |      |      |      |      |      |       |      |      |      |       |          |      |       |      |       |       |      |      |      |      |      |      |       |      |      |     |      |      |      |       |       |      |     |     |     |  |     |
| Pos.                                                                               | Pilote                | Pts  | Seg | Bonus |       | DAY    | FON  | LAS  | PHO  | ATL  | TEX  | RCH  | MAR  | BRI   | TAL  | DOV  | DAR  | KAN   | CHA      | GAT  | SON   | NAS  | AUS   | ATL   | NHA  | ATL  | IND  | MIC  | RIC  | GLN  | DAY   |      | DAR  | KAN | BRI  |      | TEX  | TAL   | CHA   |      | LAS | HOM | MAR |  | ARI |
| -                                                                                  | A. J. Allmendinger    | -    | -   | -     | -     | -      | -    | 20   | -    | 33   | 27   | 34   | -    | -     | 33   | -    | -    | -     | 10       | 19   | 19    | 9    | -     | 16    | -    | 7    | -    | -    | 2    | -    | -     | -    | 7    | -   | -    | 4    | 9    | 3     | 23    | 12   |     |     |     |  |     |
| -                                                                                  | Landon Cassill (en)   | -    | -   | -     | 15    | -      | -    | 30   | -    | -    | 32   | -    | -    | 19    | -    | 22   | -    | -     | -        | -    | -     | -    | 24    | -     | -    | -    | -    | 30   | -    | 4    | 25    | 24   | 22   | 22  | 11   | -    | 32   | 29    | 32    | 36   |     |     |     |  |     |
| -                                                                                  | Noah Gragson          | -    | -   | -     | 31    | -      | -    | -    | 37   | -    | -    | -    | 27   | 20    | -    | -    | 18   | 24    | -        | -    | -     | -    | 34    | -     | 24   | -    | 30   | 24   | -    | 5    | -     | 18   | -    | 21  | 19   | 23   | 11   | 25    | 25    | -    |     |     |     |  |     |
| -                                                                                  | B. J. McLeod (en)     | -    | -   | -     | 27    | 22     | 28   | 33   | 19   | -    | 34   | 36   | -    | 26    | 35   | 32   | 36   | 19    | 30       | -    | 32    | -    | 36    | 36    | 30   | -    | 23   | 33   | -    | 7    | 29    | 31   | 24   | 26  | 33   | -    | 30   | 33    | 34    | 31   |     |     |     |  |     |
| -                                                                                  | Daniel Hemric (en)    | -    | -   | -     | 12    | 9      | 22   | -    | -    | -    | -    | -    | -    | 36    | -    | 31   | -    | -     | -        | -    | -     | -    | -     | -     | -    | -    | -    | -    | -    | 26   | 23    | -    | -    | -   | 34   | -    | -    | -     | -     | 17   |     |     |     |  |     |
| -                                                                                  | Ty Gibbs              | -    | -   | -     | -     | -      | -    | -    | -    | -    | -    | -    | -    | -     | -    | -    | -    | -     | -        | -    | -     | -    | -     | -     | 16   | 17   | 10   | 36   | 26   | 13   | 15    | 34   | 35   | 20  | 37   | 22   | 22   | 22    | 19    | QL   |     |     |     |  |     |
| -                                                                                  | Josh Bilicki (en)     | -    | -   | -     | -     | 30     | 29   | -    | 16   | 22   | -    | 35   | -    | -     | 32   | -    | 28   | 36    | 28       | 29   | 33    | 36   | -     | 34    | 34   | 22   | 21   | -    | -    | -    | -     | -    | -    | -   | -    | -    | -    | -     | -     | -    |     |     |     |  |     |
| -                                                                                  | Zane Smith (en)       | -    | -   | -     | -     | -      | -    | -    | -    | -    | -    | -    | -    | -     | -    | -    | -    | -     | 17       | -    | -     | -    | -     | -     | -    | -    | -    | -    | -    | -    | -     | -    | -    | -   | -    | -    | -    | -     | -     | -    |     |     |     |  |     |
| -                                                                                  | Timmy Hill (en)       | -    | -   | -     | -     | -      | -    | -    | -    | -    | -    | -    | -    | -     | -    | -    | -    | -     | -        | -    | -     | -    | -     | -     | -    | -    | 18   | -    | -    | -    | -     | -    | -    | -   | -    | -    | -    | -     | -     | -    |     |     |     |  |     |
| -                                                                                  | Garrett Smithley (en) | -    | -   | -     | -     | 21     | 30   | 32   | -    | -    | -    | -    | -    | -     | -    | -    | -    | -     | -        | -    | -     | -    | 27    | -     | -    | -    | -    | -    | -    | -    | -     | -    | -    | 23  | -    | -    | -    | -     | -     | 33   |     |     |     |  |     |
| -                                                                                  | J. J. Yeley           | -    | -   | -     | DNQ   | -      | -    | -    | -    | -    | 33   | 34   | 30   | 25    | -    | 23   | 31   | -     | -        | -    | 28    | -    | -     | 29    | 28   | -    | 35   | 32   | -    | -    | 34    | 28   | 23   | -   | 31   | 32   | 31   | 32    | 30    |      |     |     |     |  |     |
| -                                                                                  | Kaz Grala (en)        | -    | -   | -     | 26    | -      | -    | -    | -    | 25   | -    | -    | -    | -     | -    | -    | -    | 23    | -        | -    | -     | -    | -     | -     | -    | -    | -    | -    | -    | -    | -     | -    | -    | -   | -    | -    | -    | -     | -     | -    |     |     |     |  |     |
| -                                                                                  | Josh Williams (en)    | -    | -   | -     | -     | -      | -    | -    | -    | -    | -    | -    | 25   | -     | -    | -    | -    | -     | -        | -    | -     | -    | -     | -     | -    | 25   | -    | -    | -    | -    | -     | -    | -    | -   | -    | 31   | -    | -     | -     | -    |     |     |     |  |     |
| -                                                                                  | Ryan Preece           | -    | -   | -     | -     | -      | -    | -    | -    | -    | -    | -    | -    | -     | 25   | -    | -    | 37    | -        | -    | -     | -    | -     | -     | -    | -    | -    | -    | -    | -    | -     | -    | -    | -   | -    | -    | -    | -     | -     | -    |     |     |     |  |     |
| -                                                                                  | John Hunter Nemechek  | -    | -   | -     | -     | -      | -    | -    | -    | -    | -    | -    | -    | -     | -    | -    | -    | -     | -        | -    | -     | -    | -     | -     | -    | -    | -    | -    | -    | -    | -     | -    | -    | -   | -    | -    | -    | 27    | -     | -    |     |     |     |  |     |
| -                                                                                  | Justin Allgaier (en)  | -    | -   | -     | -     | -      | -    | -    | -    | -    | -    | -    | 36   | -     | -    | -    | -    | -     | -        | -    | -     | -    | -     | -     | -    | -    | -    | -    | -    | -    | -     | -    | -    | -   | 30   | -    | -    | -     | -     | -    |     |     |     |  |     |
| -                                                                                  | Parker Kligerman (en) | -    | -   | -     | -     | -      | -    | -    | -    | -    | -    | -    | -    | -     | -    | -    | -    | -     | 31       | -    | -     | -    | -     | -     | -    | -    | -    | -    | -    | -    | -     | -    | -    | -   | -    | -    | -    | -     | -     | -    |     |     |     |  |     |
| -                                                                                  | Loris Hezemans (en)   | -    | -   | -     | -     | -      | -    | -    | -    | 34   | -    | -    | -    | -     | -    | -    | -    | -     | -        | -    | -     | 37   | -     | -     | -    | 37   | -    | -    | 33   | -    | -     | -    | -    | -   | -    | 33   | -    | -     | -     | -    |     |     |     |  |     |
| -                                                                                  | Scott Heckert (en)    | -    | -   | -     | -     | -      | -    | -    | -    | -    | -    | -    | -    | -     | -    | -    | -    | -     | -        | 33   | -     | -    | -     | -     | -    | -    | -    | -    | -    | -    | -     | -    | -    | -   | -    | -    | -    | -     | -     | -    |     |     |     |  |     |
| -                                                                                  | Daniil Kvyat          | -    | -   | -     | -     | -      | -    | -    | -    | -    | -    | -    | -    | -     | -    | -    | -    | -     | -        | -    | -     | -    | -     | -     | -    | 36   | -    | -    | 36   | -    | -     | -    | -    | -   | -    | 39   | -    | -     | -     | -    |     |     |     |  |     |
| -                                                                                  | Andy Lally            | -    | -   | -     | -     | -      | -    | -    | -    | 39   | -    | -    | -    | -     | -    | -    | -    | -     | -        | -    | -     | -    | -     | -     | -    | -    | -    | -    | -    | -    | -     | -    | -    | -   | -    | -    | -    | -     | -     | -    |     |     |     |  |     |
| -                                                                                  | Timmy Hill (en)       | -    | -   | -     | DNQ   | -      | -    | -    | -    | -    | -    | -    | -    | -     | -    | -    | -    | -     | -        | -    | -     | -    | -     | -     | -    | -    | -    | -    | -    | -    | -     | -    | -    | -   | -    | -    | -    | -     | -     | -    |     |     |     |  |     |
| -                                                                                  | Ben Rhodes (en)       | -    | -   | -     | -     | -      | -    | -    | -    | -    | -    | -    | -    | -     | -    | -    | -    | -     | QL       | -    | -     | -    | -     | -     | -    | -    | -    | -    | -    | -    | -     | -    | -    | -   | -    | -    | -    | -     | -     | -    |     |     |     |  |     |
| Pos.                                                                               | Pilote                | Pts  | Seg | Bonus | DAY   | FON    | LAS  | PHO  | ATL  | TEX  | RCH  | MAR  | BRI  | TAL   | DOV  | DAR  | KAN  | CHA   | GAT      | SON  | NAS   | AUS  | ATL   | NHA   | ATL  | IND  | MIC  | RIC  | GLN  | DAY  | DAR   | KAN  | BRI  | TEX | TAL  | CHA  | LAS  | HOM   | MAR   | ARI  |     |     |     |  |     |

### Constructeurs
| Pos | Constructeurs | Victoires | Points |
| --- | ------------- | --------- | ------ |
| 1   | Chevrolet     | 19        | 1324   |
| 2   | Ford          | 9         | 1250   |
| 3   | Toyota        | 8         | 1188   |

Note : Il n'y a que les 16 premières places de chaque course qui rapportent des points.